# Ras al-Ajn (dystrykt)
Ras al-Ajn – jednostka administracyjna drugiego rzędu (dystrykt) muhafazy Al-Hasaka w Syrii.
W 2004 roku dystrykt zamieszkiwało 177 150 osób.